# Shoya Nakajima
Shoya Nakajima (n. 23 august 1994, Hachioji, Japonia) este un fotbalist japonez.
Nakajima a debutat la echipa națională a Japoniei în anul 2018.

## Statistici
| Japonia | Japonia | Japonia |
| An      | Meciuri | Goluri  |
| ------- | ------- | ------- |
| 2018    | 6       | 2       |
| 2019    | 13      | 3       |
| Total   | 19      | 5       |